# Sparsbach
Sparsbach település Franciaországban, Bas-Rhin megyében. Lakosainak száma 242 fő (2022. január 1.). Sparsbach Erckartswiller, Ingwiller, La Petite-Pierre, Weinbourg, Weiterswiller és Wimmenau községekkel határos.

## Népesség
A település népessége az elmúlt években az alábbi módon változott:
| Lakosok száma | 256  | 248  | 247  | 240  | 234  | 230  | 234  | 238  | 242  |
|               | 2013 | 2015 | 2016 | 2017 | 2018 | 2019 | 2020 | 2021 | 2022 |